# Слабкий гаусдорфів простір
У топології слабким гаусдорфовим простором називають топологічний простір X для якого для будь-якого компактного гаусдорфового простору K і неперервного відображення f : K → X образ f (K) є замкнутою підмножиною у X.
Цей тип просторів ввів американський математик Майкл МакКорд у 1969 році . Слабкі гаусдорфові простори найчастіше використовуються у алгебричній топології, часто у поєднанні із вимогою компактної породженості.

## Властивості
- Слабкий гаусдорфів простір є T1 простором.[3][4]

Одним із еквівалентних означень T1 простору є те, що всі його одноточкові підмножини є замкнутими. Але одноточкові підмножини простору X можна розглядати як образи неперервних відображень із деякої одноточкової множини (яка буде компактною і гаусдорфовою) у X. Якщо X є слабким гаусдорфовим, то всі ці образи є замкнутими підмножинами і X є простором T1.
- Для слабкого гаусдорфового простору {\displaystyle X} і гаусдорфового компактного простору {\displaystyle K} образ {\displaystyle f(K)} при неперервному відображенні {\displaystyle f:K\to X} є гаусдорфовим підпростором.

Нехай {\displaystyle x} і {\displaystyle y} є різними точками {\displaystyle f(K)} і позначимо {\displaystyle H_{x}=f^{-1}(\{x\})} і {\displaystyle H_{y}=f^{-1}(\{y\})}; {\displaystyle H_{x}} і {\displaystyle H_{y}} є замкнутими множинами із пустим перетином. Оскільки простір {\displaystyle K} є нормальним, то існують відкриті підмножини {\displaystyle U_{x}} і {\displaystyle U_{y}} у {\displaystyle K} із пустим перетином для яких {\displaystyle H_{x}\subseteq U_{x}} і {\displaystyle H_{y}\subseteq U_{y}}. Нехай тепер {\displaystyle V_{x}=f(K)\setminus f(K\setminus U_{x})} і {\displaystyle V_{y}=f(K)\setminus f(K\setminus U_{y})}. Підпростори {\displaystyle K\setminus U_{x}} і {\displaystyle K\setminus U_{y}} є компактними і гаусдорфовими і їх образи при {\displaystyle f} є замкнутими і тому {\displaystyle V_{x}} і {\displaystyle V_{y}} є відкритими підмножинами {\displaystyle f(K)} для яких {\displaystyle x\in V_{x}} і {\displaystyle y\in V_{y}}. Якщо {\displaystyle z\in V_{x}\cap V_{y}}, нехай {\displaystyle p\in K} точка для якої {\displaystyle f(p)=z}; але тоді {\displaystyle p\in U_{x}\cap U_{y}}, що є неможливим. Тобто перетин {\displaystyle V_{x}} і {\displaystyle V_{y}} є пустим і із довільності вибору точок {\displaystyle x} і {\displaystyle y}  випливає, що {\displaystyle f(K)} є гаусдорфовим підпростором.
- Нехай {\displaystyle \{X_{i}:i\in I\}} є сім'єю слабких гаусдорфових просторів. Тоді добуток {\displaystyle X=\prod _{i\in I}X_{i}}є слабким гаусдорфовим простором.

Нехай {\displaystyle K} є компактним гаусдорфовим простором і {\displaystyle f:K\to X} є неперервним відображенням. Для {\displaystyle i\in I} нехай {\displaystyle \pi _{i}:X\to X_{i}} позначає стандартну проєкцію і {\displaystyle H_{i}=(\pi _{i}\circ f)(K)}. Кожен підпростір {\displaystyle H_{i}} є замкнутим, компактним і гаусдорфовим у {\displaystyle X_{i}}, тож {\displaystyle \prod _{i\in I}H_{i}} є замкнутим, компактним і гаусдорфовим підпростором {\displaystyle X}. Оскільки {\displaystyle f(K)} є компактною підмножиною у {\displaystyle \prod _{i\in I}H_{i}}, то {\displaystyle f(K)} є замкнутою у {\displaystyle \prod _{i\in I}H_{i}}, а тому й у {\displaystyle X}.

## Приклади
- Кожен гаусдорфів простір є слабким гаусдорфовим.

Справді, для компактного простору якщо K образ f (K) при неперервному відображенні буде компактною підмножиною. Якщо додатково X є гаусдорфовим простором то довільна його компактна підмножина, зокрема і f (K) є замкнутою. Тобто X є слабким гаусдорфовим.
- Довільний KC-простір, тобто простір у якому всі компактні підмножини є замкнутими є слабким гаусдорфовим простором. Це випливає з того, що образ довільного компактного простору при неперервному відображенні є компактною множиною, тож якщо відображення здійснюється у KC-простір то цей образ також буде замкнутим. Гаусдорфові простори є прикладом KC-просторів, тож цей приклад узагальнює попередній.
- У статті одноточкова компактифікація показано, що одноточкова компактифікація простору раціональних чисел {\displaystyle \mathbb {Q} ^{*}} є KC-простором але не є гаусдорфовим простором. Тому {\displaystyle \mathbb {Q} ^{*}} є прикладом слабкого гаусдорфового простору, що не є гаусдорфовим простором.
- Добуток {\displaystyle \mathbb {Q} ^{*}\times \mathbb {Q} ^{*}} одноточкових компактифікацій простору раціональних чисел теж є слабким гаусдорфовим простором. Але він не є KC-простором.

Якщо позначити {\displaystyle \Delta =\{\langle x,x\rangle :x\in \mathbb {Q} ^{*}\}} діагональ простору то {\displaystyle \Delta } є гомеоморфною {\displaystyle \mathbb {Q} ^{*}} і тому компактною. Позначимо точку {\displaystyle P=\langle p,0\rangle \in X}, де p — додаткова точка у компактифікації {\displaystyle \mathbb {Q} ^{*}} і для кожного {\displaystyle \epsilon >0} також {\displaystyle I_{\epsilon }=(-\epsilon ,\epsilon )\cap \mathbb {Q} }. Для кожної компактної підмножини {\displaystyle K} у  {\displaystyle \mathbb {Q} } і {\displaystyle \epsilon >0} позначимо {\displaystyle B(K,\epsilon )=(\mathbb {Q} ^{*}\setminus K)\times I_{\epsilon }} і нехай {\displaystyle {\mathcal {B}}} є сім'єю всіх таких {\displaystyle B(K,\epsilon )}. Тоді {\displaystyle {\mathcal {B}}} є локальним базисом у точці {\displaystyle P}. Зафіксуємо {\displaystyle B(K,\epsilon )\in {\mathcal {B}}}. Тоді {\displaystyle I_{\epsilon }\setminus K\neq \varnothing } і можна вибрати {\displaystyle y\in I_{\epsilon }\setminus K}; тоді {\displaystyle \langle y,y\rangle \in \Delta \cap B(K,\epsilon )} і з довільності вибору {\displaystyle B(K,\epsilon )} випливає, що {\displaystyle P} належить замиканню {\displaystyle \Delta } але не {\displaystyle \Delta }. Тобто {\displaystyle \Delta } є компактною але не замкнутою підмножиною.